# Xosablatta caffra
Xosablatta caffra är en kackerlacksart som först beskrevs av Henri Saussure 1899.  Xosablatta caffra ingår i släktet Xosablatta och familjen småkackerlackor. Inga underarter finns listade i Catalogue of Life.